# Surwold
Surwold ist eine Gemeinde im äußersten Norden des Landkreises Emsland im westlichen Niedersachsen (Deutschland). Sie ist Mitgliedsgemeinde der Samtgemeinde Nordhümmling, deren Verwaltungssitz Esterwegen ist.

## Geografie

### Lage
Die Ortsteile von Surwold liegen im Emsland am Nordrand des Hümmling südlich des Küstenkanals.

### Nachbargemeinden
Nachbargemeinden sind im Nordwesten die Stadt Papenburg, im Norden die Gemeinde Rhauderfehn im Landkreis Leer, im  Osten die Gemeinden Bockhorst, Esterwegen und  Breddenberg, im Süden die Gemeinde Börger in der Samtgemeinde Sögel und im Westen die Gemeinden Neubörger, Dörpen und Neulehe in der Samtgemeinde Dörpen.

### Gemeindegliederung
Die Gemeinde Surwold besteht aus den beiden Ortsteilen
- Börgerwald
- Börgermoor

Börgerwald
Der südlich gelegene Ortsteil Börgerwald mit rund 1.800 Einwohnern liegt am nördlichen Rande des hügeligen und waldreichen Hümmlings, 5–42 Meter über dem Meeresspiegel. Die Nutzung der Landschaft ist durch die Landwirtschaft geprägt. Bemerkenswert ist die „Serpentine“ der Landesstraße 51 im Bereich der Grundschule, hier wird ein Höhenunterschied von rund 15 m überwunden, die Steigung der Straße beträgt rund 8 %. Bekanntester Höhenzug der Gegend ist der Wattberg mit einer Höhe von 34 m ü. NHN.
Am Segelfluggelände Steinberg bei Surwold hat der Luftsportverein Papenburg am Steinberg seinen Sitz.
Börgermoor
Der nördliche Ortsteil Börgermoor grenzt an die Stadt Papenburg und hat einen Bade- und Angelsee sowie inlineskatergerechte Straßen mit geringem Verkehrsaufkommen. Bekannt ist die Jugendhilfe Johannesburg, die seit 1914 besteht.

## Geschichte
Die Gründung der Siedlung „Börger Wald“ geht auf das Jahr 1879 zurück. 1934 wurden beide Orte, bis dahin Teile der politischen Gemeinde Börger, zu einer selbständigen Gemeinde zusammengefasst. Die neue Gemeinde Surwold erhielt ihren Namen nach der Sage um das König Surbolds Grab, der zufolge der Friesenkönig Suirboldus dort begraben sei. Er sei der Sage nach ein Verbündeter des Sachsenherzogs Widukind gewesen. Beide waren der Überlieferung nach Gegner Karls des Großen.
Während der Zeit des Nationalsozialismus lag in der Nähe von Börgermoor das KZ Börgermoor, eines der Emslandlager. Bekannt wurde es durch das Lied von den Moorsoldaten.

## Politik

### Bürgermeister
Bürgermeister der Gemeinde ist Franz Trentmann (CDU).

### Gemeinderat
Der Gemeinderat in Surwold setzt sich aus 15 Ratsfrauen und Ratsherren zusammen. Ihm gehören nach der Kommunalwahl am 12. September 2021 drei Parteien an.
- CDU – 11 Sitze
- SPD – 3 Sitze
- Bündnis 90/Die Grünen – 1 Sitz

## Wirtschaft und Infrastruktur

### Wirtschaft
Größte Arbeitgeber sind die Unternehmen Husen Stahlhallenbau, Jansen Brandschutz-Tore GmbH & Co. KG, Eko-Dekor (Oberflächenveredelung) sowie die Emsländer Baustoffwerke und die Firma Borchers (Garten- und Landschaftsbau). Eine große Rolle spielen immer noch die Torfabbaubetriebe und Erdenwerke.
Weiterhin ist die Jugendhilfe Johannesburg in Börgermoor zu nennen, wo etwa 300 Mitarbeiter über 600 Jugendliche und junge Erwachsene von der Grundschule bis zur Gesellenprüfung in über 37 Berufen begleiten. Die Einrichtung bietet zudem Wohnmöglichkeiten für die Jugendlichen.

### Infrastruktur
In beiden Ortsteilen gibt es eine katholische Kirche (St. Johannes der Täufer in Börgermoor und St. Josef in Börgerwald), in Börgermoor eine  evangelische Kapelle (Zur Gnade Christi) von 1965, die im Oktober 2017 entwidmet wurde. Surwold verfügt über zwei Kindergärten, zwei Grundschulen, eine Hauptschule und eine Realschule. Ärzte, Zahnarzt und Apotheke sind vor Ort. Es gibt in Börgerwald einen Supermarkt, in Börgermoor einen Discounter. Bäckereien, Kfz-Werkstätten und Tankstellen gibt es in beiden Ortsteilen. Alle wichtigen Handwerksbetriebe sind vor Ort, ebenso Banken mit Geldautomaten.
Der Ortsteil Börgermoor wird durch den von Osten nach Westen verlaufenden Küstenkanal getrennt. Es gibt einen Binnenhafen für Güterumschlag und einen Yachthafen mit eigenem Bootsclub.

## Freizeit
Eine Reihe von Freizeiteinrichtungen finden sich im Ortsteil Börgerwald:
Innerhalb der Freizeitanlage „Erholungsgebiet Surwolds Wald“ findet sich ein Kletterparkour, eine Sommerrodelbahn, ein 3D-Bogenpark samt LaserTag-Areal, eine Minigolfanlage sowie der 34 Meter hohe Aussichtsturm, der einen einmaligen Blick über die Gemeinde Börgerwald ermöglicht.
Für die jüngeren Besucher sind ein Kinderspielplatz und der Märchenwald vorhanden, welche ständig um neue Attraktionen erweitert werden. 
2011 eröffnete der neue Campingplatz Blankes Glück.
Außerdem gibt es im Ortsteil Börgerwald noch einen Segelflugplatz, einen Modellflugzeugplatz und ein beheiztes Freibad.